# Воля-Кшиштопорська (гміна Воля-Кшиштопорська)
Воля-Кшиштопорська (пол. Wola Krzysztoporska) — село в Польщі, у гміні Воля-Кшиштопорська Пйотрковського повіту Лодзинського воєводства.
Населення — 2060 осіб (2011).

## Демографія
Демографічна структура станом на 31 березня 2011 року:
|          | Загалом | Допрацездатний вік | Працездатний вік | Постпрацездатний вік |
| -------- | ------- | ------------------ | ---------------- | -------------------- |
| Чоловіки | 978     | 230                | 638              | 110                  |
| Жінки    | 1082    | 207                | 580              | 295                  |
| Разом    | 2060    | 437                | 1218             | 405                  |